# Necopoi
Necopoi – wieś w Rumunii, w okręgu Satu Mare, w gminie Homoroade. W 2011 roku liczyła 223 mieszkańców. 